# Borki-Kosiorki
Borki-Kosiorki is een plaats in het Poolse district  Siedlecki, woiwodschap Mazovië. De plaats maakt deel uit van de gemeente Wiśniew en telt 154 inwoners.